# Viktor Jelenić
Viktor Jelenić (Виктор Јеленић, ur. 31 października 1970 w Belgradzie) – serbski piłkarz wodny. Dwukrotny medalista olimpijski.
Pierwsze sukcesy odnosił jeszcze jako reprezentant "starej" Jugosławii, w 1991 został mistrzem świata i Europy. Wcześniej, w 1989 sięgnął po srebro kontynentalnego czempionatu. Brał udział w trzech igrzyskach. W barwach Federalnej Republiki Jugosławii brał udział w igrzyskach w 1996 (ósme miejsce) i 2000 roku (brązowy medal). Był brązowym (1998) i srebrnym (2001) medalistą mistrzostw świata. Stawał na podium mistrzostw Europy, zdobywając srebro w 1997 i złoto w 2001. Jako reprezentant Serbii i Czarnogóry zdobył srebro igrzysk w 2004, był również brązowym medalistą mistrzostw świata w 2003 i mistrzem Europy w tym samym roku.